# Cour Monseu
La cour Monseu appelée aussi place Monseu est une place publique classée créée au XVIe siècle et construite au XIXe siècle située dans la commune de Ciney en Belgique (province de Namur). Elle comprend un kiosque à musique faisant aussi l'objet d'un classement.

## Localisation
Cette place est située au centre de la ville de Ciney, en face de la collégiale Notre-Dame-de-l'Assomption (ou église Saint-Nicolas).

## Odonymie
Monseu est une forme wallonne de Monseigneur, se référant au prince-évêque de Liège. Ciney était une Bonne Ville de la principauté de Liège

## Historique
La dénomination Cour Monseu date d’avant la fin du XVIe siècle. Le prince-évêque de Liège avait acquis les jardins situés au sud de la collégiale pour y créer une place publique. La plupart des anciennes habitations de la place sont construites aux environs de 1850. 
Le kiosque est construit en 1896 en remplacement d'un précédent qui datait de 1872. Il est restauré en 1996.

## Description

### Place
Cette vaste place centrale de la ville de Ciney couvre une superficie d'environ 7 000 m2. Elle est bordée de rangées de marronniers et de tilleuls à l'ouest et au sud. Plusieurs immeubles repris à l'inventaire du patrimoine immobilier culturel de la Wallonie se situent aux nos 8, 11-12, 13, 17 à 22, 24, 25, 27 et 31. Elle fait en partie office de parking et accueille plusieurs terrasses de l'Horeca.

### Kiosque à musique
Le kiosque à musique est réalisé sur les plans de l'architecte de la province de Luxembourg Jean Cuppers, et construit par la firme Dejond et Couvreur de Verviers. De plan octogonal, il possède un soubassement en petit granit et huit paires de colonnes de fonte reliées entre elles par huit arcades en plein cintre supportant une toiture hexadécagonale. Chaque paire de colonnes est reliée dans sa partie supérieure par un panneau rectangulaire reprenant les noms de deux compositeurs célèbres. Le kiosque est accessible par un escalier escamotable de onze marches métalliques.

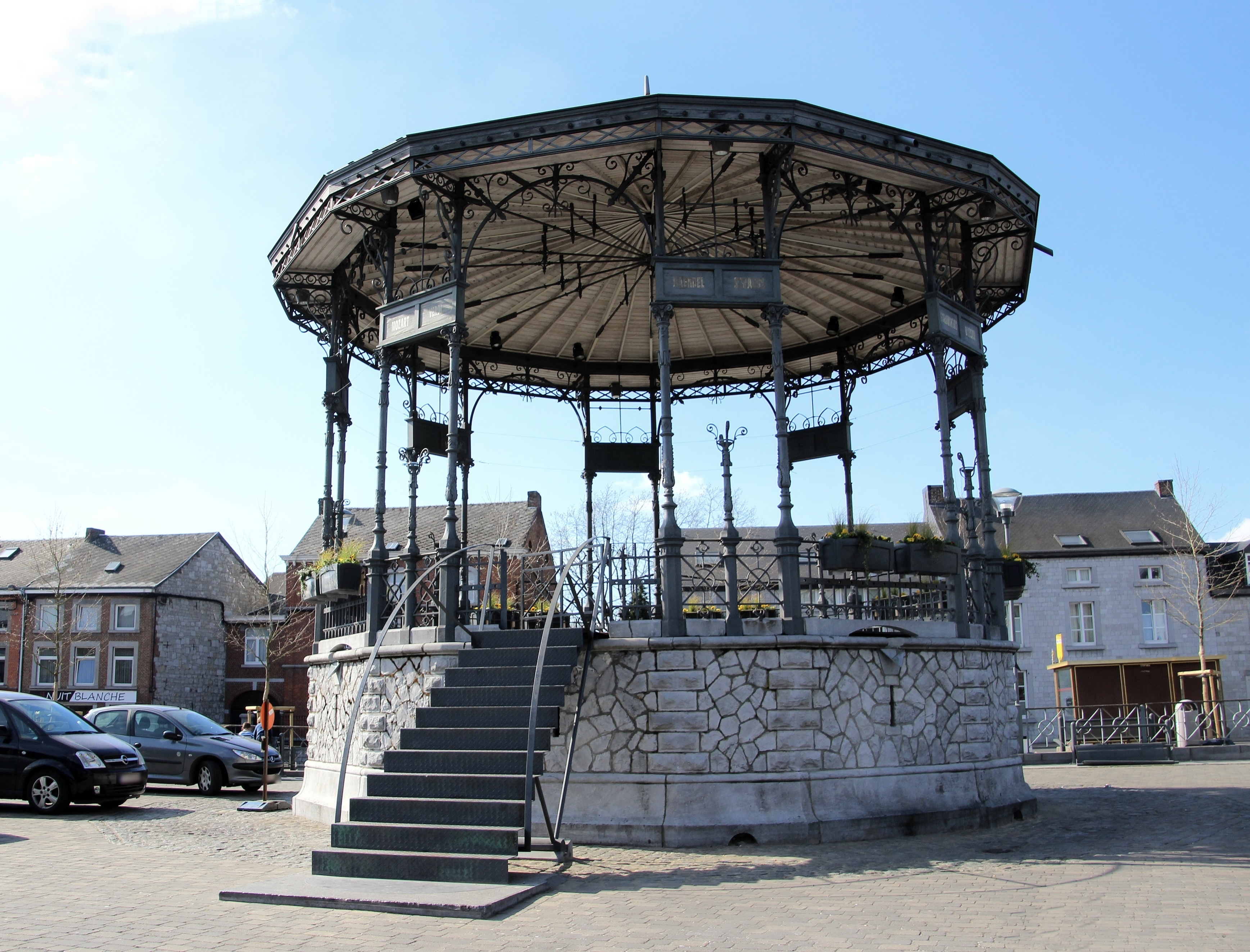
Kiosque de la cour Monseu

## Classement
L'ensemble formé par la Cour Monseu est repris sur la liste du patrimoine immobilier classé de Ciney depuis le 4 novembre 1976. L'extension du site de la cour de Monseu est classée depuis le 14 décembre 1981. Le kiosque, dans le site classé de la cour Monseu, est classé depuis le 16 mai 1989.